# TACA Perú
TACA Perú – peruwiańska linia lotnicza z siedzibą w Limie.